# Moroxidin
A moroxidin (INN: moroxydine) az 1950-es években influenza ellen kifejlesztett szer, melyről a 90-es években kiderült, hogy számos DNS- és RNS-vírus ellen is hatásos (pl. herpes simplex, echo vírus(en). Jól használható mind önállóan, mind más vírusellenes szerekkel kombinációban. Az állatorvoslásban is alkalmazzák.
Kémia szerkezete szerint a heterogyűrűs biguanidokhoz tartozik.

## Hatásmód
A vírus RNS- és DNS-polimeráz enzimjét gátolja, mely a vírus szaporodásához szükséges.

## Mellékhatások
Kevés mellékhatása van. Ezek: izzadás, étvágytalanság, a vércukorszint csökkenése.

## Adagolás
Általában szájon át adják, de előfordul izomba adandó injekció és szemcsepp formájában is.
Adagolás szájon át felnőtteknek naponta 3–4-szer 200 mg, gyermekeknek 10 mg/tskg naponta háromszor.

## Készítmények
A nemzetközi gyógyszerkereskedelemben.
Önállóan:
- Flumidin
- Influcol
- Spenitol
- Virusmin

Hidroklorid formában:
- Biguan
- Virustat

Különböző szerekkel kombinációban:
- Amgrip
- Assur
- Clorfriol
- Corenza C
- Flepin X-3
- Friral
- Singril
- Singrilen
- Virobis Cream
- Virobis Tablets
- Virulex Forte

Magyarországon nincs forgalomban.

## További információk

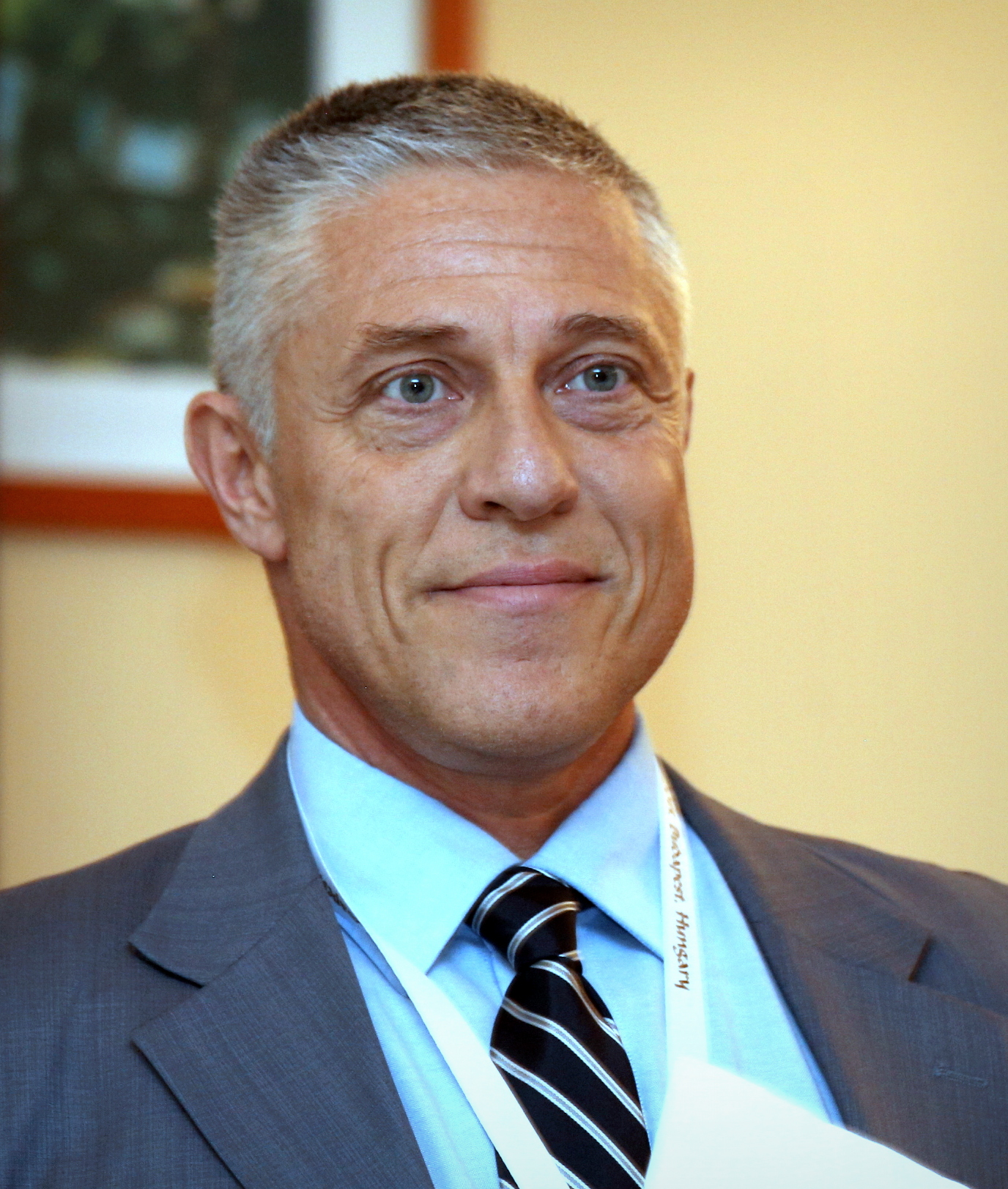
Bánhidy